# Ostrak
Ostrak, akciová společnost byla firma zabývající se výrobou a montáží ústředního topení a vzduchotechniky.

## Vznik
Firma vznikla na konci 19. století jako Hannoversche Centralheizungs-und Apparate Bau-Anstalt. Své výrobky nabízela už v adresáři z roku 1897.
Závod vyráběl odlitky ve vlastní slévárně. Dne 17. listopadu 1895 byl závod napojen na Báňskou dráhu.

## Československo
Firma změnila název na Ostrak, akciová společnost pro stavbu topných zařízení a technických přístrojů Praha, Královská ulice 66. Novináři byla označena jako firma německá z Hannoveru a Vídně. Dne 18. července 1922 byla společnosti „Ostrak“ udělena licence k obchodnímu provozování živnosti v Rakouské republice. Firma měla pobočku ve Vídni: „Ostrak“ - Heizungsanlagen und Apparatebau-Aktiengesellschaft, Wien I, Rudolfsplatz 2.
Firma deklarovala svou českou příslušnost. Jenom v Ostravě firmě konkurovalo několik firem, například firma Armator.
I když se továrna nacházela v Moravské Ostravě, firmu označovali novináři jako „cizí". Když městská rada v Moravské Ostravě rozhodla o dodavateli rekonstruovaného topení pro Národní divadlo moravskoslezské, odsoudil novinář rozhodnutí s tím, že měli vybrat firmu domácí.
Právě vazby na Německo byly příčinou odborného přístupu firmy k provádění topných a větracích soustav. Konkurence pracovala s odhady, ale u Ostraku se používaly výpočty podle zakladatele oboru vytápěcí a klimatizační techniky Hermanna Immanuela Rietschela.
Firma se zabývala výrobou a montáží ústředního topení, vzduchotechniky a úpraven vody. Byly to zakázky i pro veřejný sektor:
- rozvod páry v zemské nemocnici v Opavě[11]
- ústřední topení v budově okresního úřadu v Zábřehu[12]
- úprava kotelny a ústředního topení v zemské nemocnici v Hlučíně[13]
- rekonstrukce topného a větracího zařízení v Národním divadle moravskoslezském v Moravské Ostravě[14]

Firma vyráběla dvoukomorové litinové články, z nichž se daly sestavit radiátory o hloubce 210 nebo 230 mm; šířka radiátoru byla závislá na počtu článků, které měly šířku 80 mm. Koncem roku 1935 firma zastavila vlastní výrobu vlastních radiátorů, ale nabízí automatické kotle.
Výrobky Ostrak se objevily i v motorovém železničním voze M 290.002 „Slovenská strela“. Byl to vytápěcí článkový kotel pro topení koksem, který vytápěl měděné topnice v oddílech vagonu.
Adresa sídla byla po okupaci v roce 1939 změněna na Gaswerksgasse 7. Po skončení německé okupace v roce 1945 se ulice nevrátila k pojmenování po Petru Kropotkinovi, protože byl anarchista, a tím nepřítel Sovětského svazu. Zůstalo u jednoduchého překladu německého názvu, tedy ulice Plynární.
Po 2. světové válce měla firma sídlo na adrese Praha X., Královská třída 66. Pobočné závody byly v Brně, Moravské Ostravě a Olomouci.

## Znárodnění
Podnik se stal spolu s dalšími konfiskáty (např. Langer a Sliwka, nástupce Ing. Kurt Sliwka) součástí Instalačních závodů, národní podnik.
Instalační závody se zabývaly rovněž montáží plynovodů, kanalizací a elektroinstalací.